# Chad (gíria)
Um Chad, na gíria moderna da internet, é geralmente um "macho alfa" sexualmente ativo. O termo tornou-se uma gíria em toda a Internet e entre os adolescentes e jovens adultos em geral para se referir a homens particularmente atraentes ou confiantes.
O uso do termo Chad é associado à ideologia Incel (celibatários involuntários), como mostra, por exemplo, a postagem do assassino em série Alek Minassian minutos antes do massacre realizado em 2018 no Canada, onde ele dizia:  "A rebelião Incel já começou! Vamos derrubar todos os Chads e Stacys [em referência a homens e mulheres considerados atraentes, respectivamente]! Um viva ao Cavalheiro Supremo Elliot Rodger!".

## Origens
A gíria "Chad" originou-se no Reino Unido durante a Segunda Guerra Mundial e foi empregada de maneira humorística semelhante à de Kilroy Was Here. Posteriormente, passou a ser usado em Chicago como uma forma depreciativa de descrever um jovem americano urbano, geralmente solteiro e entre vinte ou trinta anos de idade.
Em Chicago, o termo foi coberto por um site satírico dedicado à Lincoln Park Chad Society, um clube social fictício com sede no bairro nobre de Lincoln Park em Chicago. Um Chad foi originalmente descrito como originário dos afluentes subúrbios de North Shore de Chicago (Highland Park, Evanston, Deerfield, Northbrook, Glenview, Glencoe, Winnetka, Wilmette ou Lake Forest), recebendo um BMW em seu 16º aniversário, obtendo um diploma em direito ou administração de uma universidade Big Ten, pertencente a uma fraternidade, mudando-se para Lincoln Park, casando-se com uma "Trixie" e depois voltando para os subúrbios de North Shore.
Muitos internautas apontam para a curiosa semelhança entre o fisionômico de uma figura Chad e o contorno do território do Chade, um país africano, mas acredita-se não haver ligação histórica entre uma coisa e outra, podendo ser apenas uma coincidência.[carece de fontes?]

## Manosfera
O termo mais tarde passou a ser usado em fóruns masculinos para se referir a "machos alfa" sexualmente ativos. Dentro da manosfera, os Chads são vistos como constituindo o decil superior em termos de aptidão genética. Em desenhos de animação online na manosfera, um Chad é posteriormente marcado com o sobrenome Thundercock e é frequentemente descrito como musculoso com uma protuberância na virilha muito pronunciada. Uma dessas descrições, no "Virgin vs. Chad " meme da internet do final dos anos 2010, contrasta uma" Virgem "introvertida e insegura com um" Chad "musculoso e egoísta. Chads às vezes são retratados como o oposto dos machos "ômega" ou "beta" e como esteticamente atraentes. O termo Chad às vezes é usado como sinônimo de assassino. Devido à sua caracterização como geneticamente dotado e privilegiado - embora às vezes descrito como superficial, cabeça-de-vento, arrogante e abertamente sexual  - o termo Chad é usado de forma pejorativa e complementar em fóruns incel.
A contraparte feminina do Chad, na gíria, é a Stacy,  ou originalmente, a Trixie.